# Willem Frederik Hermans
Willem Frederik Hermans (1. září 1921, Amsterdam – 27. duben 1995, Utrecht) byl nizozemský autor románů, novel, povídek, dramat a scénářů, ale také esejí, kritik a polemik. Vedle toho byl aktivní jako fotograf a tvůrce surrealistických koláží. Roku 1955 získal Hermans s vyznamenáním titul doktora matematiky a fyziky, z oboru fyzické geografie. Roku 1971 odmítl cenu P. C. Hooftprijs, ale v roce 1977 přijal z rukou belgického krále Baudouina I. ocenění nizozemského písemnictví Prijs der Nederlandse Letteren. Spolu s Gerardem Revem a Harry Mulischem je Willem Frederik Hermans považován za jednoho z Velké trojky, trojice nejdůležitějších nizozemských spisovatelů poválečné doby.

## Život

### Mládí 1921-1940
Willem Frederik Hermans se narodil ve čtvrtek 1. září 1921 v protestantském diakonickém institutu na ulici Overtoom v Amsterdamu, kde dnes sídlí rehabilitační centrum. Od narození až do roku 1945 žil u rodičů v Amsterdamu, ve čtvrti Oud-West. Společně se starší sestrou Corry (1918-1940) vyrůstal v amsterdamské profesorské rodině.
Jako žák amsterdamského gymnázia Barlaeus se Hermans začal zajímat o přírodní vědy. V letech 1939-1940 také pracoval ve školních novinách, kde publikoval vedle povídek a básní i eseje o významných nizozemských i zahraničních autorech, jako Slauerhoff, Van Deyssel, Multatuli nebo Poe.
V prosinci roku 1938 napsal povídku Uitvinder, se kterou vyhrál první cenu v soutěži organizované literárním sdružením gymnázia Barlaeus. Hermans rozeslal svou povídku do několika časopisů, které znal z domova: nejprve do Groot Nederland, poté do De Gids a nakonec do Algemeen Handelsblad, kde ležela ještě měsíce. Jeho povídka vyšla 6. dubna 1940 pod názvem En toch… was de machine goed. Tato publikace je považována za Hermansův literární debut.

### Doba okupace 1940-1945
V září 1940 začal Hermans studia sociální geografie na Gemeente Universiteit, která byla později přejmenována a dnes je známá pod názvem Amsterdamská univerzita. Roku 1941 přešel Hermans na obor fyzické geografie.
Toto období bylo pro něj silně ovlivněno smrtí jeho starší sestry. Po vpádu Němců do Nizozemska v květnu roku 1940 spáchala Corry spolu se svým bratrancem, se kterým měla tajně poměr, sebevraždu. V té době bylo Hermansovi osmnáct let a tato chvíle znamenala konec jeho mládí.
V dubnu roku 1943 splnil Hermans úspěšně svou kandidátskou zkoušku. Studia musel však přerušit, když Němci toho roku začali po studentech vymáhat prohlášení o loajalitě a Hermans odmítl podepsat.
Během let okupace nepublikoval Hermans žádné ze svých děl, ale přesto psal. Díky přerušení studia získal více času na literární činnost. Některá z jeho děl z této doby byla vydána až o půl století později. V próze se zabývá tématem okupace i odboje. Co se poezie týče, vydal Hermans v létě 1944 ilegálně svou první básnickou sbírku.
Ačkoliv se sám Hermans na odboji nepodílel, účastnil se jej jeho přítel Bram Kruiper. Bramův bratr Sape spáchal vraždu, za kterou byl zadržen a následně zastřelen. Stejný osud potkal později i Brama. Tato událost se promítla do Hermansova díla. V roce 1944 napsal román, ve kterém se poprvé zabývá tematikou odboje. Tento román přepracoval Hermans o padesát let později do novely In de mist van het schimmenrijk (1993, V mlze stinné říše), která vyšla jako knižní dárek v rámci nizozemského týdne knihy Boekenweek. Takto se skrze Hermanse seznámilo nizozemské čtenářské publikum s vraždou spáchanou Kruiperem a akcemi odboje.
Během tzv. Hladové zimy (1944-1945) netrpěl Hermans nedostatkem, s výjimkou tabáku a cigaret.

### Léta 1945 – 1958: cesta za uznáním
Hned po válce pobýval Hermans několik měsíců v Bruselu. Po osvobození se snažil živit psaním, což v té době nebylo snadné. Tehdy začal úzce spolupracovat s literárním měsíčníkem Criterium a v červnu roku 1946 byl přizván do jeho redakce. To pro něj znamenalo sice malý, ale pravidelný plat. Kromě Criteria přispíval Hermans po druhé světové válce pravidelně i do časopisu Podium.
První román Conserve (1947, Konzerva) napsal Hermans roku 1943. Jeho děj se odehrává z větší části ve Spojených státech, v komunitě mormonů ze Salt Lake City. Některé fragmenty se objevily již v roce 1945 v Criteriu ale knižně vyšel román až roku 1947. V tomto měsíčníku byly otištěny i některé díly z jeho druhého románu De tranen der accacia’s (1949, Slzy akátů) a okamžitě po vydání se kolem románu strhla diskuze a byl uznán Hermansův jedinečný talent.
V roce 1948 pobýval Hermans půl roku v Kanadě, kde pracoval jako asistent pro nizozemského spisovatele Charlese B. Timmera.
Ke studiu fyzické geografie se Hermans vrátil v roce 1949 a doktorandskou zkoušku složil o rok později. V červnu téhož roku se Hermans oženil s Emmy Meurs, terapeutkou surinamského původu. Za svědka mu šel vydavatel Geert van Oorschot.
Ve třetím románu Ik heb altijd gelijk (1951, Pravdu mám vždycky já) propojuje Hermans politickou situaci Nizozemska s psychologickou. V prosinci toho roku zahájil veřejný žalobce proti Hermansovi předběžné vyšetřování. Žaloba se zakládala na kontroverzních výrocích postav v románu, které údajně urážely katolickou veřejnost. V březnu 1952 se konal na oblastním soudu v Amsterdamu proces, na kterém Hermans pronesl svou vlastní obhajobu. Ve svém projevu zdůraznil jakou váhu pro něj literatura má a povýšil ji dokonce nad zákon. V dubnu byl Hermans zproštěn viny.
V říjnu 1952 získal Hermans pozici jako asistent na Rijksuniversiteit v Groningenu, kde vyučoval předměty kartografie, meteorologie a klimatologie.
Titul doktora matematiky a fyziky získal Hermans na Universiteit van Amsterdam v červnu 1955. Promoval s vyznamenáním s disertační prací Description et genèse des dépôts meubles de surface et du relief de l‘Oesling, geomorfologickým výzkumem o reliéfu v oblasti Ösling v Lucembursku.
Hermansova manželka přivedla roku 1954 na svět mrtvé dítě. V této době pracoval Hermans na románu De donkere kamer van Damokles (česky Temná komora Damoklova, 2010), který vyšel roku 1958 a ve kterém se objeví památka na jejich mrtvé dítě. Roku 1955 se Hermansovi narodil syn Ruprecht.

### Léta 1960 – 1995
V roce 1972 čelil Hermans obvinění od mj. kalvinistického člena parlamentu a pozdějšího ministra Jana de Koninga, že čas věnuje psaní namísto výuky. Byl zřízen parlamentní výbor, aby tuto záležitost vyšetřil. Ten zjistil, že se Hermans provinil hlavně tím, že používal univerzitní kancelářské potřeby pro vlastní poznámky.
Roku 1973 Hermans z univerzity odešel a usadil se v Paříži, kde se plně věnoval psaní. S dávkou hořkosti a satiry popsal univerzitní život v Groningenu v románu Onder professoren (1975, Mezi profesory). Toto dílo může být považováno za tzv. klíčový román a bylo celé napsáno na prázdné strany univerzitních dopisů. Zomerplaag, alter ego Hermanse, v románu vysvětluje, že tímto způsobem se s drahým papírem, který by normálně skončil nepřečtený v odpadkovém koši a znečišťoval životní prostředí, udělá alespoň něco užitečného.
Hermans získal čestný doktorát z Univerzity v Liège roku 1990 a z Univerzity v Pretorii v roce 1993.
V roce 1991se Hermans přestěhoval z Paříže do Bruselu. Od chvíle, kdy byli i s manželkou v roce 1988 přepadeni v jejich pařížském domě mužem se sekyrou, se tam už necítili příjemně.
Hermans zemřel 27. dubna 1995 v Utrechtu na rakovinu plic.

## Tematika
Ústředním tématem Hermansova díla je problematika pravdivosti, ale toto zdánlivě jednoduché téma má spoustu aspektů a implikací.
Literární vědec Frans A. Jansen tvrdí, že Hermans vidí dva možné způsoby, jak si člověk pro sebe dokáže chaos svého světa uspořádat. Důvěryhodné a ověřitelné prohlášení může člověk učinit pouze prostřednictvím logiky a exaktních věd. V ostatních oblastech studia, včetně filozofie, etiky, psychologie, humanitních a společenských věd neexistují žádné jistoty. Pouze v literatuře a umění mohou být „ukázány pravdy“ iracionálními prostředky. Náš svět není z větší části poznatelný, dokonce ani jazyk není důvěryhodným nástrojem a vesmír může být proto nazýván sadistickým, protože člověk disponuje nedostatečnými možnostmi, aby v něm pochopil vlastní bytí.
Hermansovy postavy jsou zosobněním aspektů tohoto obrazu světa, jsou to samotáři, kteří svět neustále špatně interpretují, při kontaktu s ostatními interpretacemi nemohou udělat nic smysluplného, jsou ponechány na pospas zlomyslnosti, nepochopení a náhodě. Selhávají a chátrají kvůli rozporu mezi světem a jejich vlastními představami o něm. V tomto světě, ve kterém nakonec zvítězí přírodní síly jako agresivita a touha po moci, není místo pro pojmy jako svoboda a odpovědnost, ani pro etický idealismus. V džungli lidského bytí je obětování pro dobrou věc bezvýznamné.

## Styl
Hermansův styl je existencialistický a obecně pochmurný. Jeho styl psaní je přístupný a rázný a v nizozemské literatuře jedinečný. Není pochyby, že Hermans byl ovlivněn druhou světovou válkou a německou okupací Nizozemska v letech 1940 až 1945. Jeho delší romány jako například De donkere kamer van Damokles (1958, Temná komora Damoklova), se odehrávají během války. I jeho optimističtější díla, jako Onder professoren (1975, Mezi profesory), mají zvláštní, existencialistický nádech.

## Kontroverze
Hermans byl v Nizozemsku známý i pro své sváry a polemiky. Vedle odmítnutí významných literárních cen a rozepře na univerzitní půdě, byl roku 1986 vyhlášen amsterdamskou městskou radou za personu non grata. Vstup na půdu rodného města mu byl zakázán, protože v roce 1983 navštívil Jihoafrickou republiku, kde proslovil sérii přednášek i přes zákaz kulturních styků kvůli nesouhlasu s politikou apartheidu. Hermans byl dokonce zapsán na černou listinu OSN, i přestože politiku apartheidu vždy odsuzoval a sám měl za manželku ženu, která nebyla bělošského původu.
Hermans toto nařízení nebral vážně a bojkot své osoby neuznával. Proto roku 1987 přijal pozvání amsterdamské literární nadace, že na literárním večeru prosloví přednášku. Jeho vystoupení bylo však přerušeno hrozbou bombovým útokem a po tomto incidentu se Hermans ve svém rodném městě po dlouhá léta neukázal. Až když roku 1993 napsal prémii k týdnu knihy a byl pozván do Amsterdamu na její prezentaci, vynutil si Hermans nejprve odvolání statusu persona non grata a omluvu od městské rady.

## Dílo v češtině
Willem Frederik Hermans byl jedním ze spisovatelů, kteří si vždy pečlivě hlídali překlady do cizích jazyků. Překlad jeho díla do zemí východního bloku byl striktně zakázán a dodnes provází tento proces dlouhé jednání s dědici.
Vydání Hermansových děl v češtině na sebe z uvedených důvodů nechalo dlouho čekat a první překlady vyšly až dlouho po revoluci. Do češtiny byly přeloženy dva jeho romány, a to Temná komora Damoklova (2010, v orig. De donkere kamer van Damokles, 1958) a Už nikdy spánek (2011, v orig. Nooit meer slapen, 1966). Oba romány vyšly v překladu Magdy de Bruin Hüblové v brněnském vydavatelství Host.
Jako doslov k Temné komoře Damoklově byl použit článek spisovatele Milana Kundery Hermans aneb antidějiny. Tento text byl původně publikován 26. ledna 2007 ve francouzském deníku Le Monde.

### Temná komora Damoklova(1958)
Hermansův druhý válečný román Temná komora Damoklova (2010, v orig. De donkere kamer van Damokles) vyšel roku 1958. Hlavní postavou je trafikat Henri Osewoudt, kterého tajemný Dorbeck zatáhne do činností nizozemského odboje. Dorbeck zvnějšku vypadá jako Osewoudtův dvojník, ale co se osobnosti týče, je jeho protikladem. Osewoudt slepě vykonává jeho povely a domnívá se, že tím získá i lepší povahu, ale když po válce jeho dvojník není k nalezení, nemůže Osewoudt své činy prokázat. Je hrdinou odboje nebo zrádcem?
Román může být vyložen třemi různými způsoby: jako napínavé válečné dobrodružství, jako psychologický příběh o problematice vlastní identity anebo jako filozofický román, ve kterém neschopnost poznání skutečnosti vyústí v nemožnost poznat vlastní minulost.
Od kritiků se Temné komoře Damoklově dostalo zvláště příznivých ohlasů a Hermansovi vynesla národní uznání. Mimo jiné bylo vyzdvihováno Hermansovo vytvoření vlastního světa a jazyka.
Román byl zpracován v Českém rozhlasu v roce 2015 jako šestidílná dramatizovaná četba na pokračování.

### Už nikdy spánek(1966)
Román Už nikdy spánek (2011, v orig. Nooit meer slapen, 1966) je považován za Hermansovo nejlepší dílo. Děj se odehrává na severu Norska v provincii Finnmark, kde Hermans v letech 1960 a 1961 navštívil geografický kongres a cestoval. I hlavní postava, doktorand z katedry geografie Alfred Issendorf, podniká geologickou výpravu, aby zde zkoumal meteority. Zpočátku přežívá Alfred v nehostinné krajině ve společnosti dalších geologů, kteří se později rozdělí a Alfred a jeho průvodce Arne Jordahl pokračují dál. Když se neshodnou na správném směru cesty, rozdělí se i oni a Alfred je odkázán sám na sebe.
Stejně jako Hermansův předchozí román Temná komora Damoklova může být i Už nikdy spánek vyložen třemi způsoby: jako zpráva z vědecké expedice, jako psychologický příběh mladého muže, který chce překonat svého otce a nakonec jako filozofický příběh, kde hledání meteoritů slouží jako metafora pro hledání Svatého grálu, které nicméně stejně končí uvědoměním, že neproniknutelná skutečnost a život nedovolí hlubší pochopení.

## Výběr z díla
- Conserve (román, 1947, Konzerva)
- De tranen der acacia’s (román, 1949, Slzy akátů)
- Ik heb altijd gelijk (román, 1951, Pravdu mám vždycky já)
- De donkere kamer van Damokles (román, 1958, Temná komora Damoklova, 2010)
- Mandarijnen op zwavelzuur (eseje, 1964, Mandaríni na kyselině sírové)
- Het sadistische universum (eseje, 1964, Sadistické univerzum)
- Nooit meer slapen (román, 1966, Už nikdy spánek, 2011)
- Van Wittgenstein tot Weinreb. Het sadistisch universum 2 (eseje, 1970, Od Witgensteina k Weinrebovi)
- Onder professoren (román, 1975, Mezi profesory)
- De raadselachtige Multatuli (biografie, 1976, Záhadný Multatuli)
- Houten leeuwen en leeuwen van goud (eseje, 1979, Dřevění lvi a lvi ze zlata)
- Ik draag geen helm met vederbos (eseje, 1979, Nenosím helmu s chocholem)
- Door gevaarlijke gekken omringd (sloupky, 1988, Obklopen nebezpečnými blázny)
- Uit talloos veel miljoenen (román, 1981, Z nesčetného počtu miliónů)
- Au pair (román, 1989, Au pair)
- In de mist van het schimmenrijk (prémie k Týdnu knihy, 1993, V mlze stinné říše)
- Ruisend gruis (román, 1995, Šumící prach)

České názvy děl přejaté ze Slovníku severských spisovatelů (Libri: Praha, 1998)